# St. Emmeram (Trommetsheim)

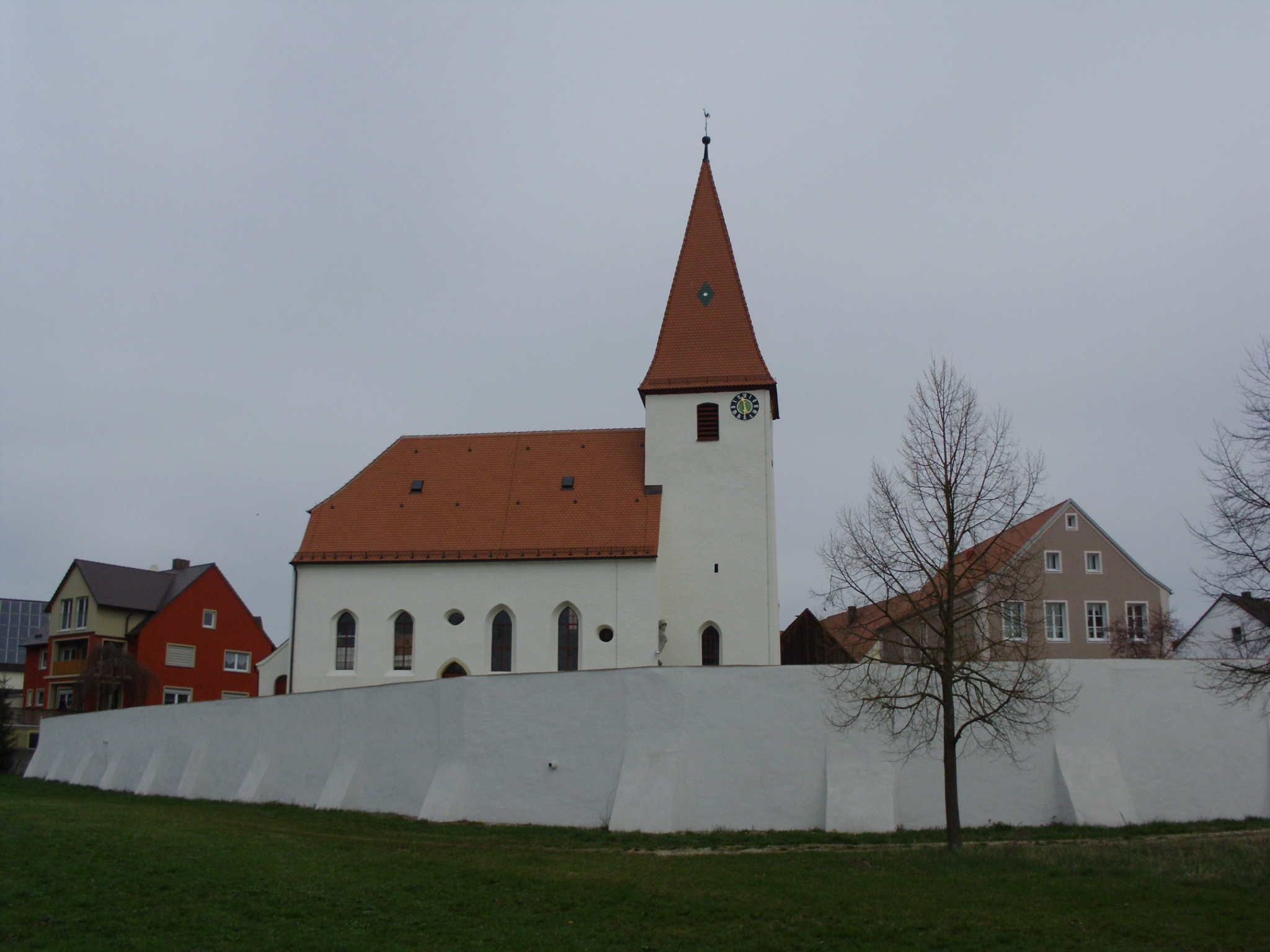
Die Südseite der Kirche mit der Friedhofsmauer

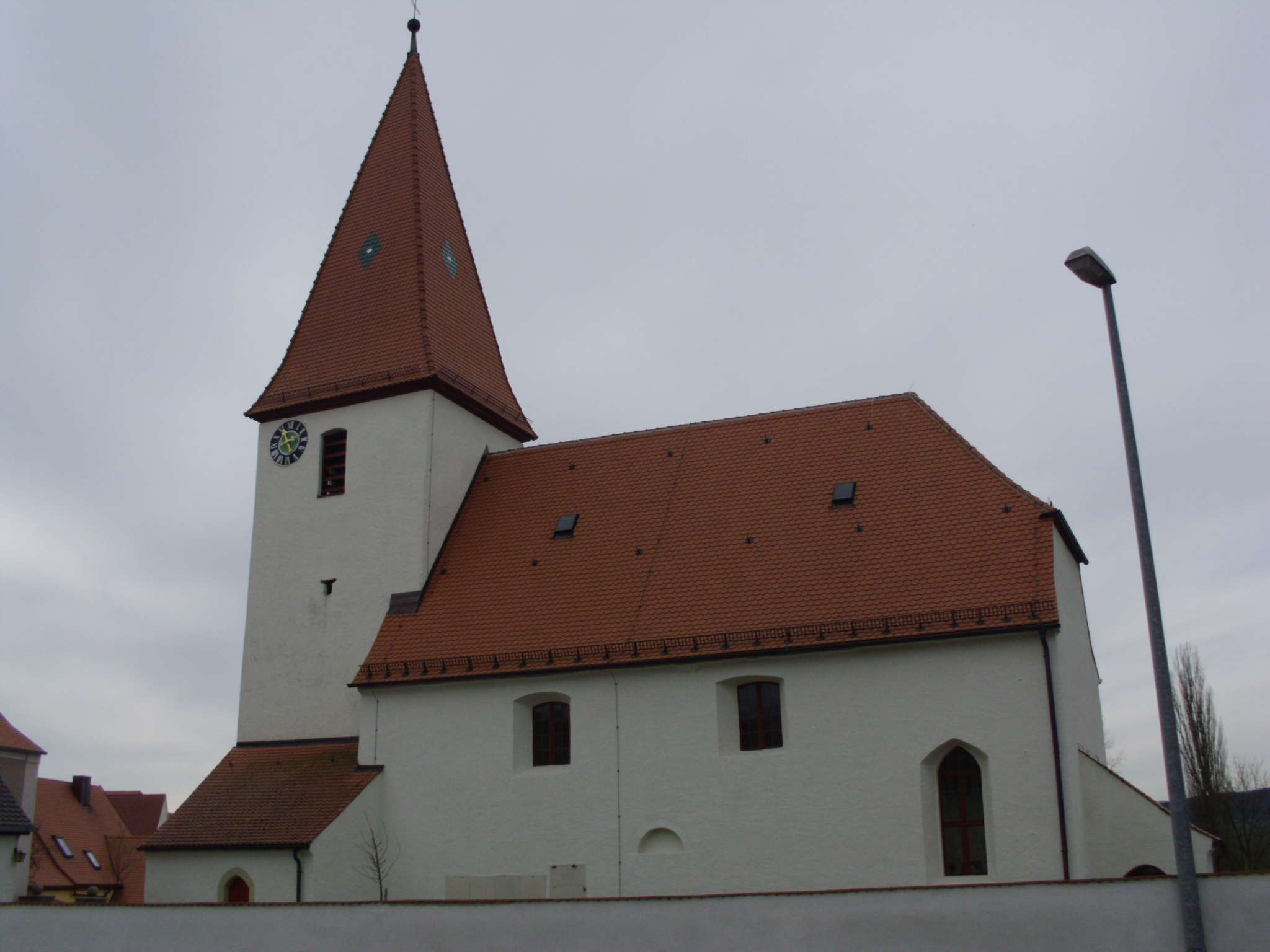
Die Nordseite der Kirche mit der Sakristei

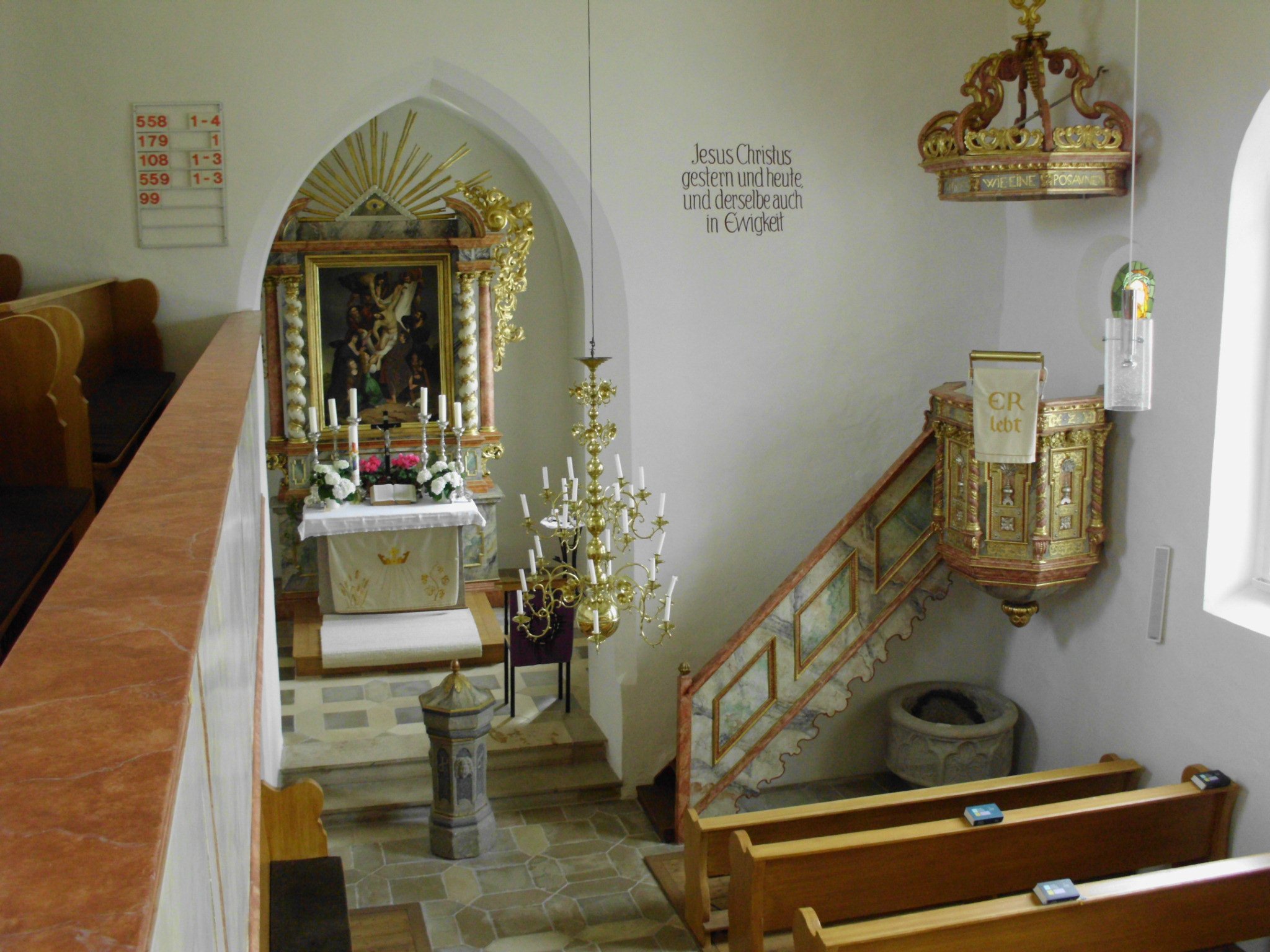
Kircheninneres, Blick nach Osten

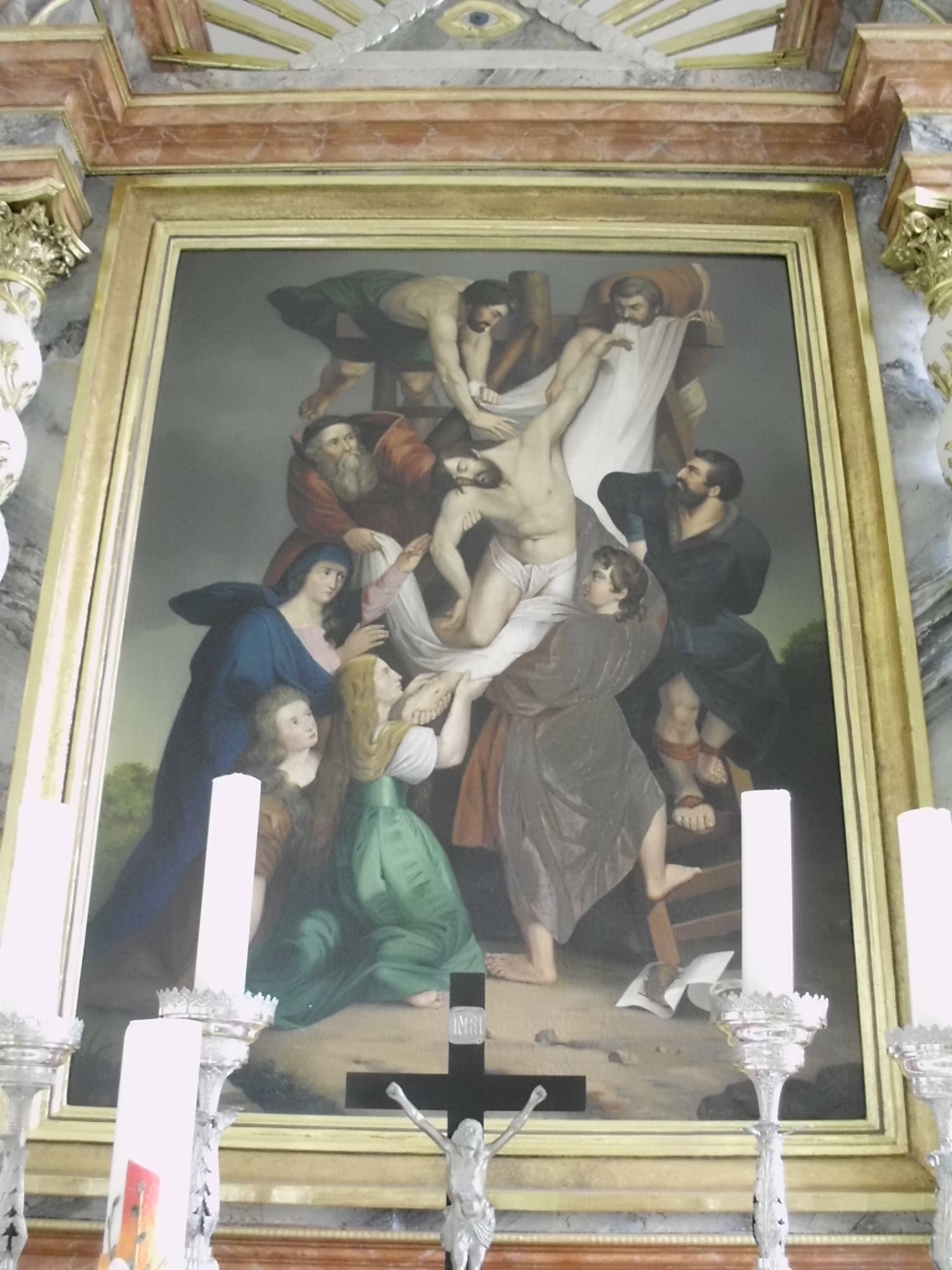
Altargemälde „Kreuzabnahme“, Kopie nach Rubens

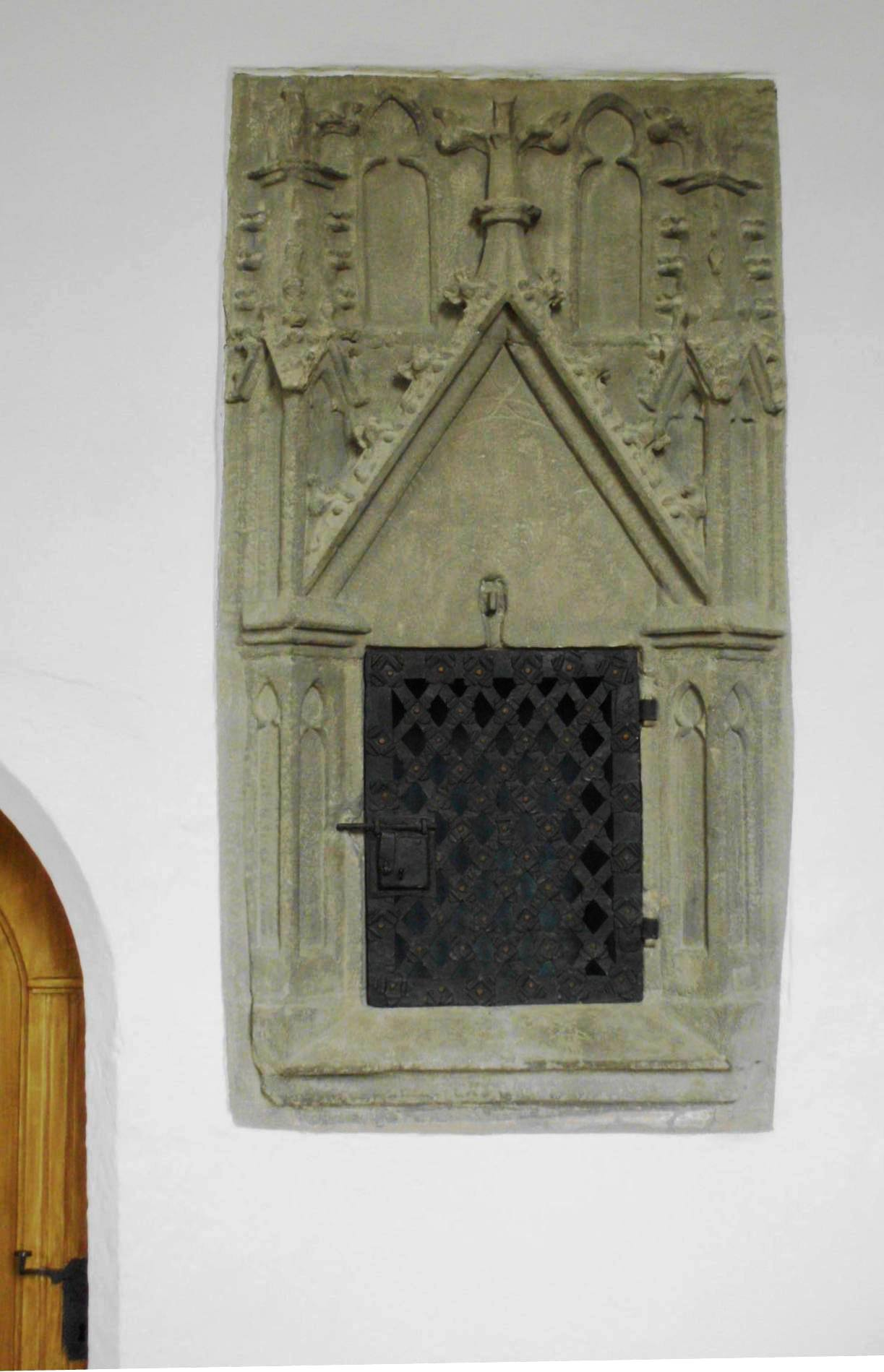
Gotische Sakramentsnische

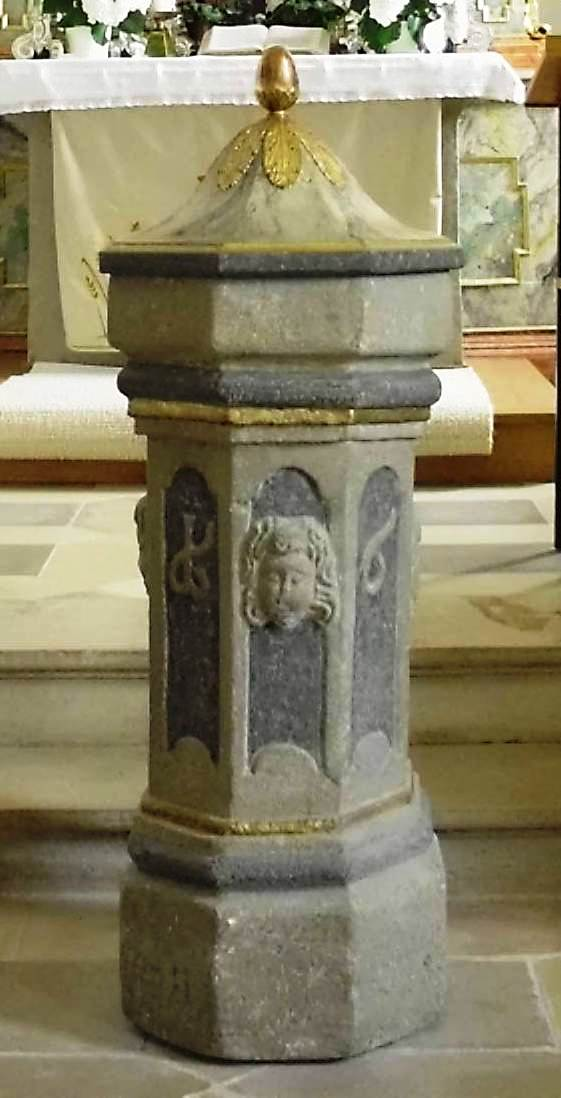
Taufstein von 1699

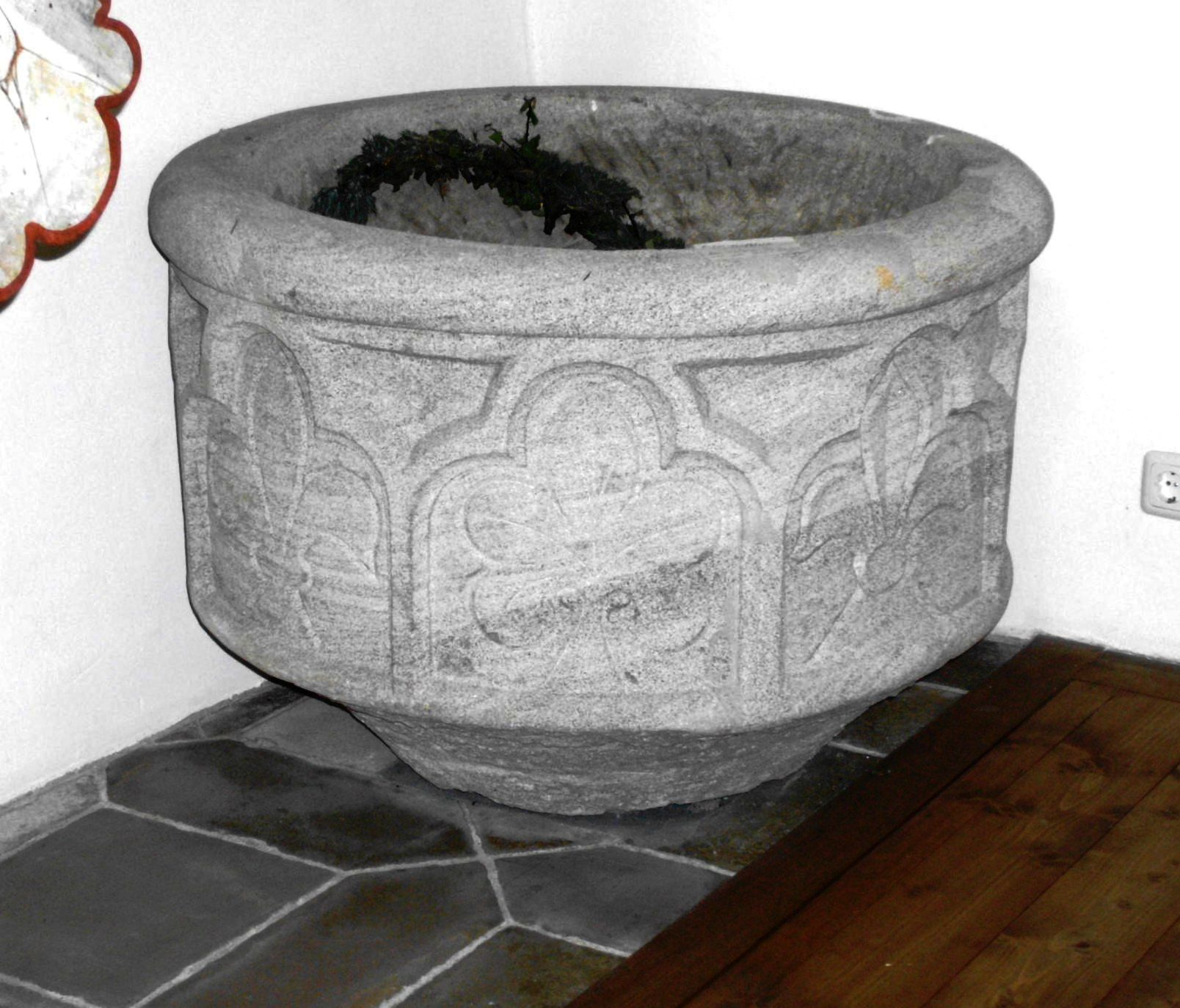
Gotischer Taufstein unter der Kanzel

St. Emmeram ist eine mittelalterliche, in der Barockzeit umgestaltete evangelisch-lutherische Pfarrkirche in Trommetsheim, einem Gemeindeteil von Alesheim im mittelfränkischen Landkreis Weißenburg-Gunzenhausen. Sie steht am westlichen Dorfrand auf einer Höhe von 415 m ü. NHN. Der ummauerte Kirchhof schließt den südlich gelegenen Friedhof mit ein.

## Pfarr- und Baugeschichte
Im 18. Jahrhundert wird überliefert, dass im Jahr 1030 das Regensburger Kloster Sankt Emmeram in „Truthmuotehem“ 7 Huben, 10 Höfe und den Zehnten besaß. Außerdem ist davon die Rede, dass der Pfarrer eine Hube besaß; demnach muss es zu dieser Zeit im Dorf bereits eine Kirche gegeben haben. Als 1282 Chunradus de Muer ein Gut in „Trumoldesheim“ dem Kloster Heidenheim verkaufte, geschah dies mit Zustimmung des Bischofs von Regensburg. Im 13. Jahrhundert hatte auch das Kloster Rebdorf Besitz im Ort; der Deutsche Orden in Ellingen erwarb hier im 14. Jahrhundert Grundbesitz, und das Augustinerkloster Pappenheim erhielt 1380 von Heinrich von Pappenheim den halben Kirchensatz und den Zehnt von Trommetsheim geschenkt.
Die meisten Höfe von Trommetsheim besaßen schließlich die Marschälle von Pappenheim (9 im Jahr 1444, 26 im Jahr 1801). Ihnen gehörte auch seit kurz vor 1380 der Kirchensatz, und sie besaßen das Präsentationsrecht des Pfarrers der Trommetsheimer Pfarrkirche St. Emmeram, wie ein im 19. Jahrhundert erstellter Schematismus der Geistlichkeit des Bistums Eichstätt für 1480 ausweist. 1373 ist der aus dem niederen Ortsadel stammende Seifrid der Hausner „Kirchherr zu Trumetsheim“. Bald nach 1380 schenkte Marschall Heinrich VIII. von Pappenheim den halben Kirchensatz, den Zehnt und den Widdumhof dem Pappenheimer Augustinerkloster. 1495 belehnte das Kloster St. Emmeram den Pappenheimer Stadtvogt Christoff Zeisolt mit dem großen und kleinen Zehnt zu „Trümetzhaim“ und auch mit dem Kirchensatz und dem Widdum. 1510 wurden an der Kirche unter Pfarrer Johannes Ling, dessen abgetretener Grabstein sich in der Kirche vor dem Südportal erhalten hat, Baumaßnahmen durchgeführt.
Obwohl die Ansbacher Markgrafen 1528 die Reformation annahmen, blieb der damalige Trommetsheimer Pfarrers Hans Kraft noch zwei Jahrzehnte beim katholischen Ritus. Nach seinem Wegzug zog 1552 mit Veit Hurtel († 1555) der erste evangelische Pfarrer auf. Im Dreißigjährigen Krieg kamen auf Trommetsheim ab 1632 schlimme Jahre zu, der Pfarrer floh nach Weißenburg. Nach Kriegsende wurden die Schäden an der Kirche und im Dorf rasch beseitigt. 1702 erfolgte eine groß angelegte Kirchenrenovierung, bei der unter anderem die Südwand neu hochgezogen wurde.
Gegen Ende des Heiligen Römischen Reichs gab es 1801 in Trommetsheim 62 Untertanen, die sieben unterschiedlichen Grundherren gehörten. 1806 brach eine neue Zeit an, das Dorf gehörte nunmehr mit dem ehemaligen Ansbacher Markgrafentum zum Königreich Bayern. An der Kirche waren neuerliche Baumaßnahmen erforderlich. So trug man 1809 das oberste Turmgeschoss ab, mauerte es neu auf und schloss den Turm mit einem Spitzhelm ab. 1822 wurde die Kirche nach Westen erweitert. 1874 vergrößerte man mittels Geländeaufschüttung den Friedhof nach Süden.
Seit 1969 hat Trommetsheim keinen eigenen Pfarrer mehr, sondern wird von Alesheim mitversorgt.

## Baubeschreibung
Die Kirche ist in etwa von Nordwesten nach Südosten ausgerichtet. Der Turm mit dem Chor im Erdgeschoss steht im Osten mittig zum Langhaus; dieses weist eine Flachdecke auf. An der Südseite des Langhauses sind vier leicht spitzbogig ausgeführte Fenster und das Portal zwischen der zweiten und dritten Fensterachse ausgebrochen; über dem Portal und im Osten der Südfassade befindet sich je ein kleines Rundfenster. An der Nordseite des Langhauses sind zwei kleinere Fenster in Emporenhöhe und ein größeres Fenster im Westen vorhanden. Unterhalb der beiden Emporenfenster zeigt sich mittig eine Rundbogennische. Die Sakristei ist an die Nordseite des Kirchturmes angebaut. An die Westfassade ist als kleiner Querbau ein Vorzeichen mit seitlichen Türen angefügt. Die Kirche besitzt eine Nord- und eine Westempore mit Treppenzugang von innen.
Der dreigeschossige Chorturm wird wohl noch romanischen Ursprungs sein, wurde aber bereits in der Gotik stark verändert. Das oberste Geschoss hat mittig angebrachte rundbogige Schallöffnungen und eine Turmuhr mit seitlich angebrachten Uhrblättern an drei Turmseiten sowie einen vierseitigen Spitzhelm. Der Chor hat ein Kreuzgratgewölbe, der Chorbogen hat eine gedrückte Spitze.

## Ausstattung
- Der Altar mit seitlicher Akanthusdekoration ist eine barocke Schreinerarbeit aus Ellingen von 1707.[14] Das gerahmte Altarbild von 1840 zwischen den beiden marmorierten glatten und den beiden gewundenen Säulen mit Blattranken zeigt die Kreuzabnahme Jesu durch fünf Männer und drei Frauen, eine Kopie der „Kreuzabnahme“ von Peter Paul Rubens, ausgeführt von Amalie von Peter aus Weißenburg.[15] Im Aufzug ist in einem Dreieck, von dem 17 Strahlen ausgehen, das Auge Gottes dargestellt.
- An der Chornordwand hat sich eine Sakramentsnische aus dem frühen 15. Jahrhundert erhalten, die von einem geschmiedeten Rautengitter verschlossen ist, einen spitzen Dreiecksgiebel mit Kreuzblume und Fialen aufweist.[16]
- Die barocke Kanzel in der Südostecke des Langhauses mit kleinen Engelsköpfen über den durch gewundenen Ecksäulchen voneinander getrennten Feldern des polygonen Korpus ist mit 1702 bezeichnet. Der Schalldeckel wird bekrönt von einer stilisierten Flammenvase.[7]
- Unter der Kanzel ist ein gotischer Taufstein (um 1400) in Form einer großen Sandstein-Schale gelagert. Sie besitzt einen umlaufenden Maßwerkfries und Lilien in den Feldern.[17] In Gebrauch ist ein achteckiger Taufstein, eine Steinsäule mit leicht nach außen geweiteten Wasserbecken, bezeichnet mit der Jahreszahl 1699 und geschmückt mit reliefartigen Engelsköpfen. Er steht in der Mitte vor dem Chor. Der Kronleuchter darüber stammt von 1883.[18]
- An der Innenseite der Südwand des Langhauses und am Eingang im Boden sind insgesamt drei Grabplatten des 16. bis 17. Jahrhunderts eingelassen.
- 1974 wurde die Steinmeyer-Orgel von 1868 auf der Westempore durch ein neues Instrument der gleichen Firma ersetzt.[12]
- Die Gemälde von Martin Luther und Philipp Melanchthon sind Stiftungen aus dem Jahr 1859.[19]
- An der südlichen Ostseite des Langhauses ist eine Gedenkstätte für die Gefallenen der Pfarrei angebracht.
- Die Nordseite der Kirche zeigt neben zwei anderen Grabplatten den Grabstein für Pfarrer Georg Pächtner, der als Freund von Wilhelm Löhe dessen Missionsbewegung stark unterstützte.[20]
- Eine kleine Glocke aus dem späten 14. Jahrhundert ist das älteste Ausstattungsstück der Kirche. Die große Glocke wurde um 1500 in Nürnberg gegossen. Eine dritte Glocke stammt von 1954.[21]